# 胡家鈺
胡家鈺（1871年—1936年），字式如，直隸省承德縣人，胡家行六，胡家鼐之弟，清朝政治人物、進士出身。
光緒三十年，會試第33名；殿試登進士二甲113名，后授以主事分部學習。